# Kamerik-Houtdijken
Kamerik-Houtdijken est une ancienne commune néerlandaise de la province d'Utrecht.
Du 1er janvier 1812 au 1er janvier 1818, la commune était regroupée avec Kamerik-Mijzijde et 's-Gravesloot à la première commune de Kamerik, qui n'a existé que 6 ans.
Kamerik-Houtdijken était composée d'une partie du village de Kamerik et des hameaux d'Oud-Kamerik, Grooten-Houtdijk et Kleinen-Houtdijk. En 1840, la commune comptait 103 maisons et 620 habitants.
Le 8 septembre 1857 Kamerik-Houtdijken a fusionné avec la commune de Kamerik-Mijzijde, 's-Gravesloot et Teckop pour former la nouvelle commune de Kamerik.